# Parti whig (États-Unis)
Pour les articles homonymes, voir Parti whig.
Le Parti whig (en anglais : Whig Party) est un ancien parti politique américain de droite libérale, créé durant l'hiver 1833-1834 pour s'opposer à la politique du président Andrew Jackson. Le nom de Whig est une référence à un parti politique homonyme libéral existant depuis le XVIIe siècle en Angleterre, opposé à un fort pouvoir royal.
Parmi les personnalités célèbres qui ont adhéré à un moment aux idées du Parti whig, on peut noter : Henry Clay, John Quincy Adams, William Henry Harrison, John Tyler, Horace Greeley, Abraham Lincoln et Zachary Taylor.

## Origines
Le Parti whig est fondé durant l'hiver 1833-1834 par des membres de l'ancien Parti national-républicain (qui cessa d'exister en 1832) comme Henry Clay et John Quincy Adams et par des partisans au Sud des « Droits des États » (States' Rights) comme W. P. Mangum.
Ses adversaires le ridiculisent comme étant la réincarnation du défunt Parti fédéraliste (qui cessa d'exister dans les années 1820). Alors que le parti bénéficie d'un fort soutien dans les bastions historiques des fédéralistes, il est formé par l'alliance de Jeffersoniens déçus (Clay qui fut pendant 10 ans dirigeant républicain au Congrès, rejoint le nouveau parti) et de Sudistes qui n'apprécient pas la mainmise de Jackson sur le pouvoir. 
Au début, le Parti whig n'est uni que par son opposition à la politique du président Andrew Jackson, principalement à cause du retrait des dépôts auprès de la Banque des États-Unis sans le consentement du Congrès. Les Whigs s'engagent pour la primauté du Congrès, s'opposant aux pouvoirs exécutifs forts d'Andrew Jackson, ils choisissent ainsi leur nom en référence au Parti whig anglais, qui s'opposait au pouvoir de la monarchie et soutenait le contrôle parlementaire. 
Les Whigs voient dans le président Andrew Jackson un mauvais dirigeant ayant une attitude réactionnaire face aux forces de modernisation sociale, économique et morale. Alors que Jackson entame une purge de ses opposants et supprime la Banque des États-Unis, les élites locales, inquiètes, entrent en résistance. Ils affirment que c'est le Congrès et non pas le président qui reflète la volonté du peuple. Contrôlant pour un temps le Sénat, les ennemis de Jackson font passer une motion de censure dénonçant l'arrogante suprématie du pouvoir exécutif de Jackson face à la volonté du peuple que représente le Congrès (cette motion sera plus tard biffée).
La pomme de discorde centrale au début des années 1830 est la Seconde banque des États-Unis. Soutenant divers candidats régionaux lors de l'élection présidentielle de 1836, l'opposition s'unit enfin pour celle de 1840 derrière la candidature du populaire général William Henry Harrison qui prouve que les Whigs peuvent gagner.
Les Whigs s'unissent alors autour de la politique économique et saluent la doctrine de Clay du « système américain » (American System), qui pousse le gouvernement à soutenir une économie de marché moderne dans laquelle l'éducation et le commerce ont plus de poids que la main-d'œuvre et la possession de terres. Les Whigs cherchent à promouvoir une industrialisation plus rapide par des taxes protectionnistes, une politique monétaire orientée sur les affaires avec une nouvelle Banque des États-Unis et un vigoureux programme « d'améliorations internes » — principalement des routes et des canaux — dont les fonds proviennent de la vente de terrains publics. Les Whigs favorisent également la création d'écoles et d'universités privées, d'institutions caritatives et culturelles.
Par opposition, les démocrates suivent la philosophie politique de Jefferson, d'une société agricole et égalitaire, prétendant que cette vie traditionnelle dans les fermes est à l'origine de la simplicité républicaine alors que la modernisation fait craindre l'arrivée d'une caste politiquement puissante et riche d'aristocrates qui mettront en danger la démocratie. 
Les démocrates veulent une Amérique populaire qui se développe horizontalement, en accumulant de nouvelles terres conformément à la doctrine de la "Destinée manifeste". Les Whigs, eux, ont une autre vision : ils veulent étoffer le tissu socio-économique en y ajoutant de nouvelles couches, comme des banques, des usines et des chemins de fer. Paradoxalement, les démocrates ont plus de facilité à faire passer leur politique au niveau national alors que les Whigs font mieux passer leurs projets de modernisation, comme canaux et chemins de fer, au niveau des États.

## Structure du parti
Rejetant une loyauté automatique au parti qui est la marque de fabrique du Parti démocrate, les Whigs souffriront de factionnalisme tout au long de leur existence. D'un autre côté, les Whigs bénéficient d'un important réseau de journaux qui leur offrent un système d'information interne ; leur principal éditeur étant Horace Greeley de la toute puissante New-York Tribune. À leur apogée, dans les années 1840, les Whigs gagnent 49 % des élections au poste de gouverneur avec de fortes bases de soutien dans les États industriels du Nord-Est et les états frontières. La tendance au cours du temps, cependant, est que le Parti démocrate croît plus vite et que les Whigs perdent de plus en plus d'états et de districts marginaux. Après les élections contestées de 1844, l'avantage démocrate devient plus net et les Whigs ne gagnent au niveau national qu'en divisant l'opposition. Cela est principalement dû à l'importante croissance des états de l'Ouest, traditionnellement démocrates, ainsi qu'à la présence croissante d'Irlandais catholiques ou d'immigrants allemands qui sont plus tentés par le vote démocrate.
Les Whigs obtiennent des voix dans tous les groupes socio-économiques, mais attirent davantage de suffrages de la part des médecins, avocats, marchands, banquiers, industriels et planteurs (en Caroline du Nord cependant la plus grande partie des planteurs vote démocrate).
En général les villes industrielles votent Whig, à l'exception des districts fortement démocrates peuplés d'immigrants ; les démocrates renforcent souvent leurs campagnes dans les milieux modestes en ridiculisant les prétentions aristocratiques des Whigs. La renaissance religieuse protestante injecte également des éléments moralisateurs dans les rangs des Whigs, ce qui pousse certaines victimes de ce moralisme (comme celles qui sont touchées par les appels à la prohibition) à trouver refuge au sein d'un Parti démocrate plus tolérant sur certains sujets.

## Premières années et conquête de la Maison-Blanche

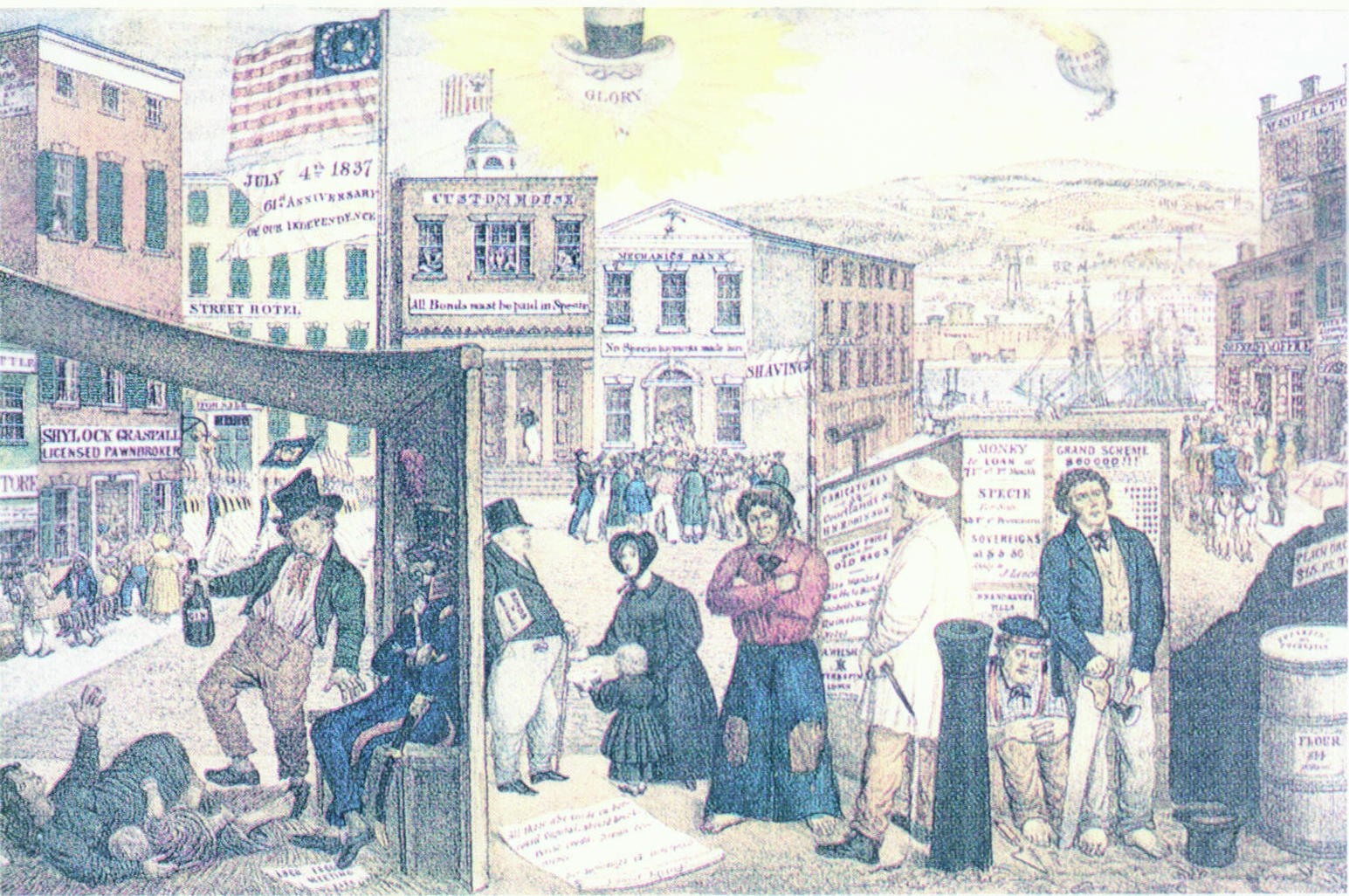
Affiche de campagne de 1840 des Whigs dénigrant la politique de Martin Van Buren

Lors de l’élection présidentielle de 1836, le parti n'est pas suffisamment organisé pour soutenir un seul candidat national ; c'est pourquoi William Henry Harrison se présente dans le nord et les États frontières, Hugh Lawson White dans le sud et Daniel Webster dans son fief du Massachusetts. Les Whigs espèrent ainsi obtenir suffisamment de votes des grands électeurs américains pour empêcher Martin Van Buren d'obtenir la majorité, ce qui selon la Constitution des États-Unis placerait l'élection sous le contrôle de la Chambre des représentants et leur permettrait de choisir le candidat Whig le plus populaire comme président. La tactique échoue pour le président, mais réussit pour la vice-présidence en déplaçant l'élection du vice-président au Sénat.
En 1839, les Whigs tiennent leur première convention nationale et désignent William Henry Harrison comme candidat à l'élection présidentielle. Il est connu comme étant vainqueur contre les indiens à la bataille de Tippecanoe. Son colistier, John Tyler, est un planteur virginien qui reprochait aux démocrates les empiétements de l'exécutif sur le pouvoir des États, qui a été désigné pour prendre des voix aux démocrates du Sud. Harrison remporte l'élection présidentielle de 1840, empêchant la réélection de Martin Van Buren, surtout à cause de la panique de 1837 et de la crise qui s'en était suivie. Cependant, Harrison décédera très rapidement et ne gouvernera que 31 jours : il est d'ailleurs le premier président à mourir en fonction. Le vice-président John Tyler prend sa succession et ce Virginien, défenseur absolu du droit des États, est, d'un point de vue économique, opposé au protectionnisme des industriels Whigs. Tyler met donc son veto à la législation économique déposée par le Parti Whig, ce qui entraîne son exclusion du parti en 1841. La désunion des Whigs et le retour à la prospérité du pays font que le programme d'activisme économique du parti semble moins nécessaire et conduisent à une défaite désastreuse lors des élections au Congrès de 1842.

## Bref âge d'or

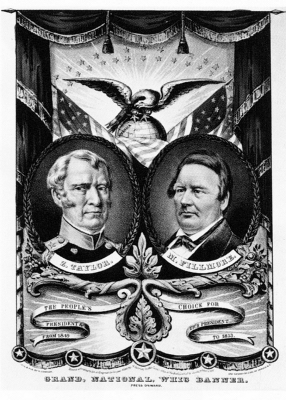
Affiche du Parti Whig de 1848 avec les candidats à la Présidence et Vice-présidence, Zachary Taylor et Millard Fillmore.

Dès 1844, les Whigs amorcent une remontée en désignant comme candidat à la présidentielle Henry Clay, qui perd de peu contre le Démocrate James K. Polk. Ce dernier préconise un programme d'expansion à l'Ouest (en particulier l'annexion du Texas) et de libre-échange alors que Clay adopte une position de prudence concernant la question texane et milite pour plus de protectionnisme économique. Les Whigs, du Nord et du Sud, sont fortement opposés à la Guerre américano-mexicaine, qu'ils (y compris le représentant Whig Abraham Lincoln) voient comme une expansion territoriale peu scrupuleuse mais ils sont divisés (ainsi que les démocrates) par la clause Wilmot de 1846 (qui aurait rendu illégal l'esclavage dans tous les territoires nouvellement acquis par les États-Unis).
En 1848, les Whigs, voyant qu'ils ne l'emporteraient pas en désignant Clay, désignent comme candidat le général Zachary Taylor, un héros de la guerre américano-mexicaine. Ils cessent donc de critiquer la guerre. Taylor bat le candidat démocrate Lewis Cass et le candidat du Parti du sol libre (Free Soil Party), Martin Van Buren. La candidature de M. Van Buren divise les démocrates de New York, ce qui donne cet État aux Whigs alors qu'en même temps les Free Soilers prennent aux Whigs quelques États du Midwest (Centre Ouest).

### Compromis de 1850
Taylor est fermement opposé au Compromis de 1850, relatif à l'admission de la Californie comme État libre. Il proclame qu'il fera appel à l'armée pour empêcher toute sécession. Mais en juillet 1850 Taylor meurt ; le vice-président Millard Fillmore, un Whig de longue date, devient président et présente le Compromis au Congrès, dans l'espoir que cessent les controverses sur l'esclavage.

## Crépuscule (1852-1856)
1852 marque le début de la fin pour les Whigs. Les morts de Henry Clay et Daniel Webster lors de cette année affaiblissent gravement le parti. Le Compromis de 1850 a divisé les Whigs en pro et anti-esclavagisme, la faction anti-esclavagiste a cependant suffisamment de poids pour refuser l'investiture à Fillmore en 1852. Tentant de renouveler leur succès précédent, les Whigs désignent le populaire général Winfield Scott, qui est largement battu par le démocrate Franklin Pierce. 
Les démocrates gagnent l'élection avec une importante avance : Pierce obtient 27 des 31 États y compris celui de Scott, la Virginie. Le représentant Whig Lewis Davis Campbell de l'Ohio, choqué par la défaite s'exclame, « On nous assassine. Le parti est mort--mort--mort ! » De plus en plus de membres du parti se rendent compte de l'ampleur de la défaite. Par exemple, Abraham Lincoln retourne simplement à son métier d'avocat.
En 1854, la loi Kansas-Nebraska surgit sur la scène politique. Les Whigs du Sud soutiennent en général le texte de loi alors que ceux du Nord s'y opposent vigoureusement. La plupart des Whigs du Nord, comme A. Lincoln, adhèrent au tout nouveau parti Républicain et s'attaquent à la loi. D'autres Whigs intègrent le parti Know Nothing, enthousiasmés par sa croisade nataliste contre les immigrants « corrompus » irlandais et allemands. Dans le Sud, nombre de Whigs se retrouvent sans parti jusqu'à ce qu'un avatar des Know-Nothings, appelé l'American Party, n'obtienne leurs suffrages entre 1855 et 1859. Quelques Whigs soutiennent Fillmore en 1856, qui accepte l'investiture de l'American Party et fait campagne contre le danger de guerre civile en cas d'élection du Républicain John Charles Frémont. Les historiens estiment que, dans le Sud, Fillmore obtient 86 % des voix des électeurs Whigs de 1852. Il n'obtient que 13 % des voix du Nord, c'est cependant suffisant pour que la Pennsylvanie passe aux Républicains. Nombre d'observateurs pensent alors que l'avenir du Nord est Républicain. Personne ne voit d'avenir dans le vieux parti, diminué, et, après 1856, il ne reste pratiquement plus rien du parti Whig dans le pays.
En 1860, beaucoup d'anciens Whigs qui n'ont pas rejoint les Républicains fondent le Parti de l'Union constitutionnelle, qui ne disposera que d'un « ticket » national ; il aura cependant un poids considérable dans les États frontières qui craignent l'éclatement d'une guerre civile. John Bell arrive troisième derrière l'ex-Whig Abraham Lincoln du Parti républicain et le démocrate du Sud John Cabell Breckinridge lors d'une course à quatre (avec le démocrate du Nord Stephen A. Douglas quatrième) peu avant la guerre de Sécession. 
À la fin de la guerre, et durant la Reconstruction, quelques anciens Whigs tentent de se regrouper dans le Sud sous le nom de « Conservatives », dans l'espoir de se grouper avec les ex-Whigs du Nord. Ils seront absorbés par le parti Démocrate qui ambitionne de devenir le seul grand parti du Sud.

## Présidents américains issus du Parti whig
- William Henry Harrison (1841)

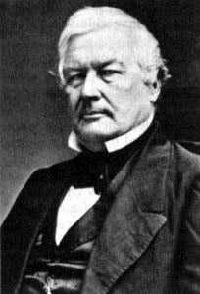
Millard Fillmore, dernier président whig

- John Tyler (1841-1845), exclu du parti en 1841
- Zachary Taylor (1849-1850)
- Millard Fillmore (1850-1853)

John Quincy Adams, ancien président élu sous l'étiquette des républicains-démocrates s'est ensuite fait élire à la Chambre des représentants des États-Unis sous les couleurs des Whigs.